# جون بريسكوت (سياسي)
جون بريسكوت (بالإنجليزية: John Prescott )‏ (31 مايو 1938 – 20 نوفمبر 2024) هو سياسي، ونقابي بريطاني، هو عضوٌ في حزب العمال. تعلم في كلية روسكين ‏، وجامعة هل.

## روابط خارجية
- جون بريسكوت على موقع الموسوعة البريطانية (الإنجليزية)
- جون بريسكوت على موقع مونزينجر (الألمانية)
- جون بريسكوت على موقع ميوزك برينز (الإنجليزية)
- جون بريسكوت على موقع إن إن دي بي (الإنجليزية)